# Alzira (opera)

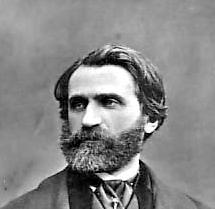
Giuseppe Verdi

Alzira är en opera (tragedia lirica) i en prolog och två akter med musik av Giuseppe Verdi och libretto av Salvatore Cammarano efter Voltaires skådespel Alzire ou Les Américains (1736). Operan uruppfördes 12 augusti 1845 på Teatro di San Carlo i Neapel.

## Historia
Alzira är Verdis kanske minst kända opera. Det sägs att Verdi längre fram i livet sade att Alzira var förskräcklig, och operan fick inte heller det entusiastiska mottagande som kommit hans tidigare verk till del. Verdi skrev den för Operan i Neapel där favoriterna var tonsättarna Saverio Mercadante och Giovanni Pacini, och en kritiker beskyllde Verdi för att ha haft för bråttom. Det var inte alldeles berättigat. Alzira var nämligen hans tredje opera på nio månader. Det framgångsrika uppförandet följdes av några mindre lyckade uppsättningar i Italien, varefter stycket slutligt försvann från operascenen.

## Personer
- Alvaro, Perus guvernör (bas)

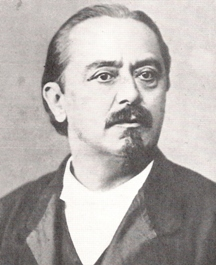
Gaetano Fraschini som sjöng Zamoros roll vid premiären 1845.

- Gusmano, hans son och efterträdare (baryton)
- Ovando, en spansk officer (tenor)
- Zamoro, peruansk stamhövding (tenor)
- Ataliba, peruansk stamhövding (bas)
- Alzira, Atalibas dotter (sopran)
- Zuma, hennes tjänarinna (mezzosopran)
- Otumbo, inkakrigare (tenor)
- Spanska officerare, inkaindianer, guvernörens tjänarinnor (kör)

## Handling
Peru i mitten av 1500-talet.
Prolog: Fången
En vidsträckt slätt vid Rimafloden. De av spanjorerna underkastade inkaindianerna förbereder avrättningen av den tillfångatagne Alvaro, Perus spanska guvernör. Men inkahövdingen Zamoro, som man trott vara död, återvänder till sitt folk och skänker den gamle mannen livet.
Akt I: Ett liv för liv
Ett torg i Lima. Spanska soldater marscherar iväg för att erövra nya landområden. Alvaro tillkännager att han tänker träda tillbaka till förmån för sin son Gusmano. Gusmanos första ämbetshandling blir att återge den tillfångatagne inkahövdingen Ataliba friheten. Ataliba har underkastat sig den spanske kungens makt. Gusmano är dessutom förälskad i hans vackra dotter Alzira. Men Alzira älskar Zamoro. Ataliba försöker övertyga sin dotter om den politiska nödvändigheten av ett äktenskap med Gusmano, men Alzira förblir oförstående. Zamoro lyckas tränga in i guvernörspalatset för att träffa Alzira. De båda älskande svär varandra evig trohet, men överraskas av Gusmano, som dömer rivalen till döden och därmed skadar fredsuppgörelsen mellan spanjorerna och inkafolket. Alvaro ber Gusmano benåda Zamoro, eftersom denne en gång skänkte honom livet. Men Gusmano förblir styvnackad. Först när inkaindianerna gör uppror och kräver att Zamoro skall släppas fri, tvingas han ge med sig. Spanjoren och inkan svär att söka upp varandra på slagfältet för en strid på liv och död.
Akt III: Vildens hämnd
De spanska soldaterna firar segern över inkafolket. Zamoro och Alzira befinner sig åter i Gusmanos våld. Zamoro döms till döden. Alzira är beredd att gifta sig med Gusmano för att rädda sin älskades liv. Inkakrigaren Otumbo berättar att Zamoro har blivit frisläppt. Men när Zamoro får veta priset för hans frihet, svär han att förhindra äktenskapet. Gusmano och Alzira är på väg till altaret men en man i spansk uniform övermannar guvernören och sårar honom dödligt. Det är Zamoro. Den döende Gusmano erkänner sin skuld, förlåter sin mördare och låter Alzira gifta sig med Zamoro.